# Pennilabium armanii
Pennilabium armanii är en orkidéart som beskrevs av P.O'byrne, Phoon och P.T.Ong. Pennilabium armanii ingår i släktet Pennilabium och familjen orkidéer. Inga underarter finns listade i Catalogue of Life.